# Miguel Morayta
Miguel Morayta Martínez (* 15. August 1907 in Villahermosa, Provinz Ciudad Real, Spanien; † 19. Juni 2013 in Mexiko-Stadt, Mexiko) war ein spanischer Filmregisseur und Drehbuchautor des mexikanischen Films. Er führte bei insgesamt 74 Filmen zwischen 1944 und 1978 Regie. 

## Leben
Morayta wurde als Sohn eines Arztes geboren. Er schlug zunächst eine militärische Laufbahn bei der Artillerie der republikanischen Armee in Spanien ein. Nach dem Spanischen Bürgerkrieg ging er nach Frankreich, wurde dort aber nach der Besetzung durch die Deutschen interniert. Im Jahr 1941 gelang ihm die Flucht nach Lateinamerika und er ließ sich in Mexiko nieder.
Sein Filmdebüt hatte er im Jahr 1944 mit Caminito alegre, an dem die Schauspieler Luis G. Barreiro und Carmen Montejo mitwirkten. Zu seinen wichtigsten Filmen gehören Camino del infierno (1951) mit Pedro Armendáriz, El mártir del calvario (1952) mit Enrique Rambal in der Rolle des Jesus und Manolo Fábregas als Judas sowie die musikalische Komödie ¡Ay, pena, penita, pena! (1953) mit Luis Aguilar und Lola Flores, sowie Joselito vagabundo (1966) mit Sara García und Joselito (José Jiménez Fernández). Nach seinem letzten Kinofilm (1978) arbeitete Morayta noch einige Jahre für das mexikanische Fernsehen. Im Jahr 1993 wurde er von der Sociedad Mexicana de Directores, Realizadores de Cine, Radio, Televisión y Videogramas für seine fünfzigjährige Arbeit beim Film ausgezeichnet.

## Filmografie
- 1944: Caminito alegre
- 1945: Yo fui una usurpadora
- 1945: El que murió de amor
- 1946: Amor de una vida
- 1946: Recuerdos de mi valle
- 1946: El pasajero diez mil
- 1947: Los siete niños de Écija
- 1947: La casa colorada
- 1947: El secreto de Juan Palomo
- 1948: La hermana impure
- 1948: La mujer del otro
- 1948: Charro a la fuerza
- 1949: La venenosa
- 1949: Hipócrita..!
- 1950: Un corazón en el ruedo
- 1950: La vírgen desnuda
- 1950: Un grito en la noche
- 1950: Vagabunda
- 1951: Amor perdido
- 1951: Der Weg zur Hölle (Camino del infierno)
- 1951: Especialista en señoras
- 1952: Salón de baile
- 1952: El mártir del calvario
- 1952: Delirio tropical
- 1953: Ella, Lucifer y yo
- 1953: ¡Ay, pena, penita, pena!
- 1954: La intrusa
- 1954: Morir para vivir
- 1955: Soy un golfo
- 1955: Fuerza de los humildes
- 1955: El secreto de una mujer
- 1955: Tú y las nubes
- 1956: Cara de angel
- 1956: Tres valientes camaradas
- 1956: El médico de las locas
- 1956: Las medias de seda
- 1957: Que me toquen las golondrinas
- 1957: Alma de acero
- 1957: Los tres bohemios
- 1957: Mal de amores
- 1957: La mujer marcada
- 1958: Socios para la Aventura
- 1959: Amor se dice cantando
- 1959: La venenosa
- 1959: Vagabundo y millonario
- 1959: Vístete Cristina
- 1960: Dos tipos con suerte
- 1960: Me importa poco
- 1960: ¡Viva quien sabe querer!
- 1961: Pepito und Pepita (La chamaca)
- 1961: Dos tontos y un loco
- 1962: Juventud sin Dios
- 1962: El vampiro sangriento
- 1963: Juan guerrero
- 1963: Rutilo el forastero
- 1963: La invasión de los vampiros
- 1963: Los derechos de los hijos
- 1965: ¡Ay, Jalisco no te rajes!
- 1965: Los reyes del volante
- 1966: Joselito vagabundo
- 1966: Doctor Satán
- 1967: Los tres mosqueteros de Dios
- 1967: Detectives o ladrones..?
- 1967: La guerrillera de Villa
- 1968: Desnudarse y morir
- 1968: Vestidas y alborotadas
- 1969: La princesa hippie
- 1970: Las tres magnificas
- 1970: Juan el desalmado
- 1974: Capulina contra los monstrous
- 1974: Hermanos de sangre
- 1974: El sonambulo
- 1975: Laberinto de pasiones
- 1978: Los amantes frios